# Coleonyx switaki
Espèce
Synonymes
- Anarbylus switaki Murphy, 1974

Statut de conservation UICN

 LC  : Préoccupation mineure
Coleonyx switaki est une espèce de geckos de la famille des Eublepharidae.

## Répartition
Cette espèce se rencontre aux États-Unis dans le comté de San Diego en Californie et au Mexique en Basse-Californie et en Basse-Californie du Sud.

## Description
C'est un gecko nocturne et terrestre.
Ce gecko vit dans des milieux arides, où il passe la journée dans des crevasses à l'abri de la chaleur et de la sécheresse.

## Alimentation
C'est un insectivore, qui chasse la nuit les insectes de taille adaptée passant à sa portée.

## Taxinomie
La sous-espèce Coleonyx switaki gypsicolus a été élevée au rang d'espèce par Grismer en 1999.

## Étymologie
Cette espèce est nommée en l'honneur de Karl-Heinz Switak.

## Publication originale
- Murphy, 1974 : A new genus and species of eublepharine gecko (Sauria: Gekkonidae) from Baja California, Mexico. Proceedings of the California Academy of Sciences, vol. 40, p. 87-92 (texte intégral).